# Сілвіу Ізворану
Сілвіу Ізворану (рум. Silviu Izvoranu, 3 грудня 1983, Галац) — румунський футболіст, захисник клубу «КС Університатя».

## Життєпис

### Румунія
Ізворану розпочав свою кар'єру в «Дуніря» (Галац), пізніше перейшов в «Оцелул», де грав протягом трьох років. 28 серпня 2005 року клуб Ізворану зазнав поразки з рахунком 0:4 від «Стяуа». Потім взимку 2006 року перейшов у «Тімішоару». У складі клубу дебютував 11 березня 2006 року в матчі з «Політехнікою» (Ясси), клуб Сілвіу виграв з мінімальним рахунком. 5 квітня відзначився першим гол у складі «Тімішоари», вивівши свою команду вперед у матчі з «Глорією» (Бистриця), однак суперник зрівняв рахунок, й матч завершився внічию 1:1. Через чотири місяці відзначився своїм другим голом за клуб, відкривши рахунок в матчі проти «Арджеш», «Тімішоара» виграла з рахунком 2:0.
Далі він грав за «Динамо» (Бухарест). 14 серпня 2007 року Ізворану зіграв у матчі кваліфікації Ліги чемпіонів проти «Лаціо», «Динамо» на виїзді зіграло внічию 1:1, на матчі були присутні 40 тисяч глядачів. 7 жовтня зіграв проти свого колишнього клубу, «Оцелулу», столичний клуб здобув розгромну перемогу з рахунком 6:1. «Динамо» віддавало Сілвіу в оренду в «Астру» й «Інтернаціонал». 27 вересня 2009 року Ізворану в складі «Інтернаціоналу» програв столичному «Рапіду» з рахунком 0:4. У сезоні 2010/11 років грав за ФК «Університатя» (Клуж). Влітку 2013 року після повернення з України поповнив склад румунської команди з другої ліги КСУ. У команді взяв собі 27-й номер.

### «Волинь»
В Україні Ізворану дебютував 5 березня 2011 року в матчі з луганською «Зорею», «Волинь» зазнала поразки з рахунком 0:3. 15 квітня «Волинь» програла «Динамо» (Київ) з рахунком 1:5. 18 березня 2012 року Сілвіу заробив своє перше видалення в чемпіонаті України, отримавши дві жовті картки у матчі з «Оболонню». Скориставшись перевагою, «пивовари» забили єдиний переможний м'яч. Через два тури «Волинь» обіграла «Металург» (Донецьк) з рахунком 3:0. 28 липня Ізворану забив свій перший м'яч за «Волинь», відкривши рахунок в матчі з «Чорноморцем», його клуб виграв з рахунком 2:0. 6 серпня клуб Ізворану зазнав поразки з рахунком 0:4 від донецького «Шахтаря». У другому колі сезону Ізворану отримав шанс взяти реванш за цю поразку, однак, знову пропустивши в свої ворота чотири м'ячі, «Волинь» зуміла відзначитися лише голом престижу. 31 березня Сілвіу був видалений з поля, отримавши другу жовту в матчі з «Дніпром», але «Волинь» зуміла зберегти нічийний результат — 1:1. Влітку 2013 року в Ізворану закінчився контракт з «Волинню» й сторони вирішили не продовжувати співпрацю.

### Кар'єра у збірній
Зіграв 4 матчі у футболці молодіжної збірної Румунії

## Досягнення
- Ліга I
  -  Бронзовий призер (1): 2009

- Кубок Румунії
  -  Фіналіст (2): 2004, 2007